# الداوريني (مولاي أحمد الشريف)
الداوريني هي إحدى مشيخات المملكة المغربية، تتبع جغرافيا لإقليم الحسيمة وإداريًا لمولاي أحمد الشريف. يقدر عدد سكانها بـ 8,565 نسمة حسب الإحصاء الرسمي للسكان والسكنى لسنة 2004.